# Distretto di Tianliao
Il distretto di Tianliao (田寮區S, Tiánliáo QūP) è un distretto della municipalità di Kaohsiung, situata a Taiwan.